# Petr Bogatyrev
Petr Bogatyrev, též Pjotr Grigorjevič Bogatyrjov, rusky Пё́тр Григо́рьевич Богатырё́в, (28. ledna 1893 Saratov – 18. března 1971 Moskva) byl ruský folklorista, etnolog, jazykovědec, literární vědec, teatrolog a překladatel Haška do ruštiny.

## Studium
Vystudoval Historicko-filologickou fakultu Moskevské univerzity (v roce 1918). Během studia ho nejvíce formoval slavista, byzantolog a literární historik Michail Nestorovič Speranskij (1863–1938), který se také významně věnoval lidové slovesnosti.
Spolu s Romanem Jakobsonem byl členem Moskevského lingvistického kroužku.

## Vědecká činnost
V letech 1921–1939 pobýval v Československu, zpočátku jako spolupracovník sovětské diplomatické mise, později v archivech vyhledával rossica pro moskevské Státní literární muzeum. Aktivně se účastnil vědeckého života Pražského lingvistického kroužku a byl jeho členem. Z terénních etnografických výzkumů v Podkarpatské Rusi vzešlo dodnes vysoce ceněné strukturalistické dílo Actes magiques, rites et croyances en Russie subcarpathique (1929), které bylo na Komenského univerzitě v Bratislavě obhájeno jako disertační práce.
Od roku 1934 byl docentem etnografie a folkloristiky na Komenského univerzitě v Bratislavě. Počátkem roku 1940 se vrátil do SSSR, kde vedl moskevský Ústav etnografie. V 50. letech 20. století byl obviněn z kosmopolitismu a upadl v nemilost, avšak posléze byl rehabilitován a stal se roku 1964 profesorem na MGU (Moskevská státní univerzita).

### Příspěvek k etnologii a folkloristice
Funkčně-strukturální metoda: Bogatyrev rozvinul dva důležité aspekty folkloristické práce: synchronní a diachronní vztahy jazyka a folkloru, čímž aplikoval lingvistickou koncepci F. Saussura. Tato metoda se v etnografii ani ve folkloristice ve své době moc velkého ohlasu nedočkala. Až teprve v nedávné době se badatelé k Bogatyrevovým textům vracejí. Metoda velmi připomíná strukturalistické kategorie langue (jazyk) a parole (řeč), přičemž langue má odpovídat kolektivním normám a parole má odpovídat individuální variantě existence folkloru, čímž rozpracoval chápání specifičnosti folklorní tvorby oproti tvorbě literární.
Bogatyrevův příspěvek byl zejména v uplatnění synchronního přístupu ve folkloristice. Do té doby se používal jen přístup historický. Cílem tohoto přístupu bylo studovat vybraný jev ve veškerém dostupném kontextu a ve všech jeho vztazích, které jsou pro něj současné. Bogatyrev chápal strukturální studium jako strukturu forem a funkcí zkoumaného faktu. Funkčně-strukturální metodu použil na příkladu lidového divadla, na vztahu jeho jednotlivých složek i na jeho konkrétních funkcích ve společenské komunikaci. Tyto funkce ještě hierarchizuje a relativizuje. Funkce jsou strukturně spjaté a přechází jedna v druhou. Toto bylo později nazváno funkce struktury funkcí.
Funkčně-strukturální metoda byla také uplatněna při přijímání etnografických jevů. Když je identifikována základní funkce a struktura kulturních faktů, které patří do prostředí, můžeme pochopit, proč byl daný jev přijat. Pokud prostředí přijme nový jev, tak se hierarchie funkcí ve struktuře změní. Bogatyrev považoval jevy i za nositele znaku. Tento znak je pak nositelem struktury znaků, čímž vzniká pojem znak znaku, který využil třeba právě na příkladu lidového divadla.

## Reminiscence
V „Desátém dopise“ své knihy Zoo Viktor Borisovič Šklovskij vzpomíná na Bogatyreva: „Když Roman [Jakobson] odjel do Prahy, pozval Bogatyrjova k sobě. Ten přijel v krátkých kalhotách a nezašněrovaných botách, s kufrem rukopisů a potrhaných papírů, všechno dohromady, že se nedalo poznat, kde je věda a kde kalhoty.“ — Viktor Šklovskij  

## Dílo
- Actes magiques, rites et croyances en Russie subcarpathique, Paris 1929.
- Funkcie kroja na Moravskom Slovensku. Spisy Národopisného odboru Matice slovenskej v Turčianskom Sv. Martine. Sv. 1. Matica slovenská, Turčanský sv. Martin 1937.
- Lidové divadlo české a slovenské, Praha 1940.
- Souvislosti tvorby. Cesty k struktuře lidové kultury a divadla, ed. Jaroslav Kolár, Odeon, Praha 1971.